# Солон Григориадис
Солон-Зафирос Григориадис (на гръцки: Σόλων-Ζέφυρος Γρηγοριάδης) е виден гръцки журналист, политик и писател.

## Биография
Григориадис е роден в 1912 година в западномакедонския град Костур. Син е на Неокосмос Григориадис. Учи във Военноморската академия и излиза с чин симеофорос на 20 години. Но не поема военна кариера, а се заема с журналистика. От 1935 година работи като журналист за различни вестници и списания и е член на Съюза на журналистите. Григориадис се специализира в геостратегически анализи и икономически проучвания.
По време на германската окупация служи в ескадрилата ЕЛАН, пише в нелегалната преса и участва в първото заседание на Националния съвет към Политическия комитет за национално освобождение в Корисхадес, Евритания през 1944 година като делегат от Воден. По-късно работи като военен кореспондент и покрива много важни събития като войната във Виетнам, Пражката пролет в 1968 година и други.
Неговият стил е типичен за историческа истинност, но красноречието на повествованието, стилът му се отличава с реализъм и живост на разказа. Автор е на „История на Съвременна Гърция (1941 – 1974)“ (Η Ιστορία της Σύγχρονης Ελλάδας 1941-1974), „Гражданската война 1944 – 1949“ (Δεκέμβρης-Εμφύλιος 1944-1949), „Кратка история на Националната съпротива“ (Συνοπτική Ιστορία της Εθνικής Αντίστασης), „Икономическа история на Гърция“ (Οικονομική Ιστορία Ελλάδας), „Епизод Корфу“ (Επεισόδιο Κέρκυρας) и други.
Умира през 1994 на възраст от 82 години.